# Kościół Świętego Jana Chrzciciela w Bieniakoniach
Kościół Świętego Jana Chrzciciela (biał. Касцёл Святога Яна Хрысціцеля) – kościół katolicki w Bieniakoniach w dekanacie Raduń, w diecezji grodzieńskiej.

## Historia
Został wybudowany w 1900 w stylu architektury eklektycznej – z elementami neobaroku oraz neoklasycyzmu – przez ówczesnego proboszcza, ks. Tadeusza Zahorskiego. Powstał w miejscu niewielkiego drewnianego kościoła z 1634 ufundowanego przez hrabiego Czaplińskiego.
W dwudziestoleciu międzywojennym był kościołem dekanalnym. W skład dekanatu Bieniakonie wchodziły parafie: Bieniakonie, Butrymańce, Dziewieniszki, Gieraniony, Hermaniszki, Konwaliszki, Ossowo, Małe Soleczniki, Wielkie Soleczniki i Werenów oraz kościoły filialne w Horodnie i Stokach. Liczba wiernych w 1939 roku wynosiła 6570.
8 czerwca 1951 roku proboszcz parafii, ks. dziekan Dominik Gajlusz, został aresztowany przez władze sowieckie i skazany na 25 lat łagrów. Zmarł 2 lata później w Irkucku. W 1961 roku władze sowieckie przejęły kościół na własność państwa. W budynkach plebanii mieściło się najpierw przedszkole, później szpital psychiatryczny. Kościół służył jako skład materiałów opałowych. 10 grudnia 1988 roku rekonsekrowano świątynię, a władze sowieckie i duchowne przekazały opiekę duszpasterską ks. Henrykowi Jabłońskiemu, proboszczowi parafii Konwaliszki.
Wiosną 1989 r. wyremontowano dach i wnętrze świątyni. 1 listopada 1989 r. opiekę nad parafią przejęli księża pallotyni. Parafia w Bieniakoniach była pierwszą pallotyńską placówką na Białorusi.
Od 1998 parafią opiekują się, jak na początku, księża diecezjalni.
Na przykościelnym cmentarzu są pochowani m.in. Maryla Wereszczakówna oraz ostatni właściciel majątku Stare Bieniakonie dr Władysław Golimont.

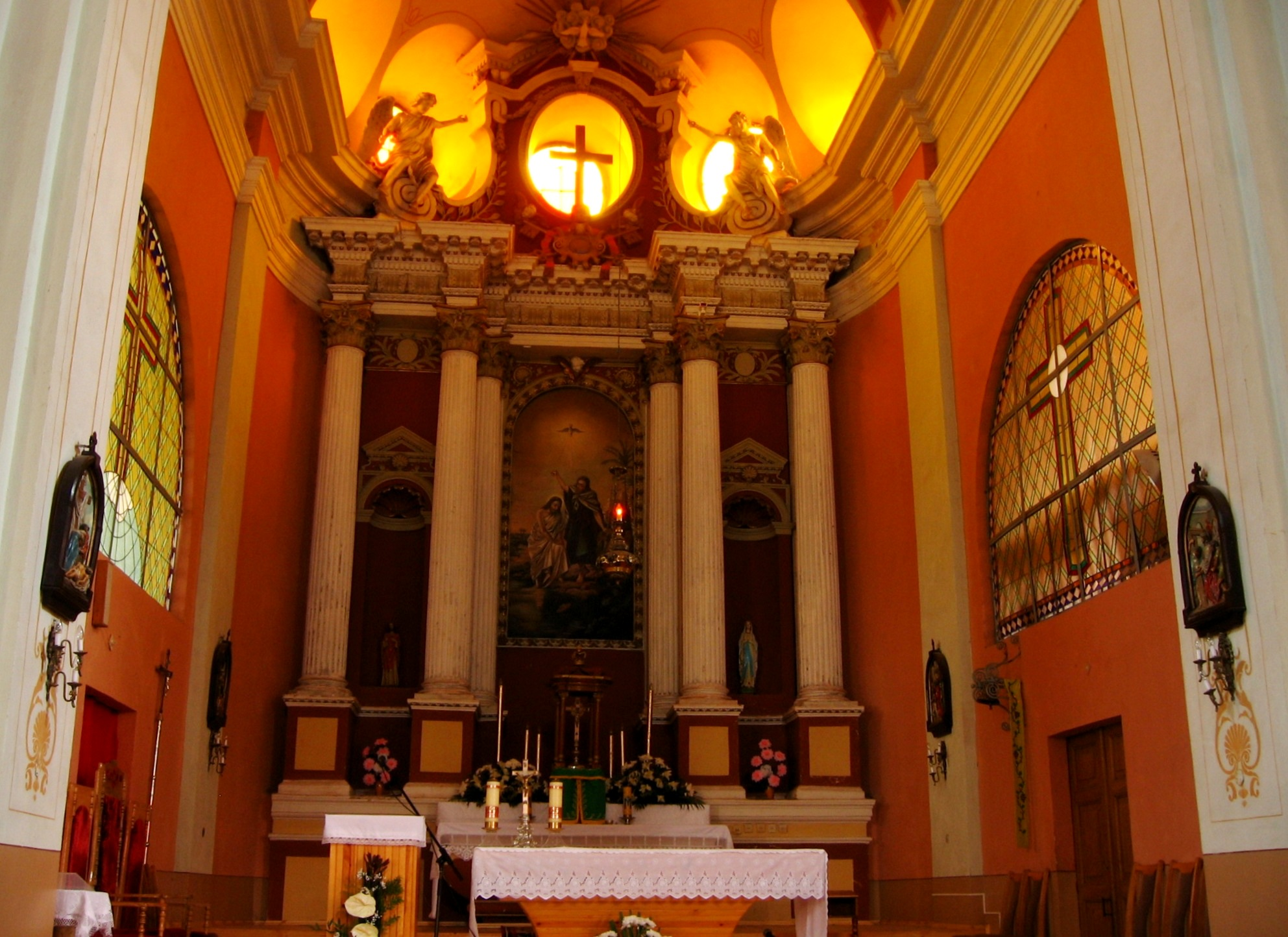
Ołtarz główny